# (9252) Goddard
(9252) Goddard  es un asteroide perteneciente al cinturón de asteroides, descubierto el 17 de octubre de 1960 por Cornelis Johannes van Houten e Ingrid van Houten-Groeneveld sobre placas de Tom Gehrels desde el Observatorio Palomar, en Estados Unidos.

## Designación y nombre
Goddard se designó inicialmente como 9058 P-L.
Más adelante fue nombrado en honor al ingeniero y físico estadounidense, uno de los padres de la astronáutica, Robert Goddard (1882-1945).

## Características orbitales
Goddard orbita a una distancia media del Sol de 3,0938 ua, pudiendo acercarse hasta 2,5759 ua y alejarse hasta 3,6117 ua. Tiene una excentricidad de 0,1673 y una inclinación orbital de 3,1934° grados. Emplea en completar una órbita alrededor del Sol 1987 días.

## Características físicas
Su magnitud absoluta es 13,2. Tiene 11,774 km de diámetro. Su albedo se estima en 0,080.